# Tipula (Vestiplex) rongtoensis
Tipula (Vestiplex) rongtoensis is een tweevleugelige uit de familie langpootmuggen (Tipulidae). De soort komt voor in het Palearctisch gebied.